# الصورة الصغيرة
الصورة الصغيرة بلدة وناحية سوريّة إداريّة تتبع منطقة شهبا في محافظة السويداء. بلغ عدد سكان الناحية 12,720 نسمة حسب تعداد عام 2004.